# Vrooom Vrooom
Vrooom Vrooom è un album dal vivo del gruppo musicale britannico King Crimson.

## Descrizione
Si tratta di un doppio album: i due dischi presentano brani registrati in due differenti concerti, risalenti rispettivamente al 30 giugno 1995 (disco 1) e al 4 agosto 1996 (disco 2).
I King Crimson si presentano nella celebre formazione che Fripp denominò double trio (doppio terzetto), ovvero con due chitarristi, due bassisti e due batteristi.

## Tracce
CD 1
1. Vrooom Vrooom (5:01) - Belew, Bruford, Fripp, Gunn, Levin, Mastelotto
2. Marine 475 (2:44) - Belew, Bruford, Fripp, Gunn, Levin, Mastellotto
3. Dinosaur (5:05) - Belew, Bruford, Fripp, Gunn, Levin, Mastellotto
4. B'Boom (4:51) - Belew, Bruford, Fripp, Gunn, Levin, Mastellotto
5. THRAK (6:39) - Belew, Bruford, Fripp, Gunn, Levin, Mastellotto
6. The Talking Drum (4:03) - Bruford, Cross, Fripp, Muir, Wetton
7. Lark's Tongues in Aspics, part II (6:13) - Fripp
8. Neurotica (3:40) - Belew, Bruford, Fripp, Levin
9. Prism (4:24) - Pierre Favre
10. Red (7:03) - Fripp
11. Biker Babes of Rio Grande (2:27) - Belew, Bruford, Fripp, Gunn, Levin, Mastellotto
12. 21st Century Schizoid Man (7:37) - Fripp, Giles, Lake, McDonald, Sinfield

CD 2
1. Conundrum (1:57) - <Belew, Bruford, Fripp, Gunn, Levin, Mastellotto
2. Thela Hun Ginjeet (6:44) - Belew, Bruford, Fripp, Levin
3. Frame by Frame (5:12) - Belew, Bruford, Fripp, Levin
4. People (6:12) - Belew, Bruford, Fripp, Gunn, Levin, Mastellotto
5. One Time (5:52) - Belew, Bruford, Fripp, Gunn, Levin, Mastellotto
6. Sex Sleep Eat Drink Dream (4:55) - Belew, Bruford, Fripp, Gunn, Levin, Mastellotto
7. Indiscipline (7:16) - Belew, Bruford, Fripp, Levin
8. Two Sticks (1:50) - Gunn, Levin
9. Elephant Talk (5:14) - Belew, Bruford, Fripp, Levin
10. Three of a Perfect Pair (4:16) - Belew, Bruford, Fripp, Levin
11. B'Boom (3:47) - Belew, Bruford, Fripp, Gunn, Levin, Mastellotto
12. THRAK (6:43) - Belew, Bruford, Fripp, Gunn, Levin, Mastellotto
13. Free as a Bird (3:03) - George Harrison, John Lennon, Paul McCartney, Ringo Starr
14. Walking on Air (5:35) - Belew, Bruford, Fripp, Gunn, Levin, Mastellotto

## Formazione
- Robert Fripp – chitarra, frippertronics
- Adrian Belew – chitarra e voce
- Trey Gunn – chitarra warr
- Tony Levin – basso, stick
- Bill Bruford – batteria, percussioni
- Pat Mastelotto – batteria, percussioni